# シティ・ホール (ロンドン)
ロンドン市役所（英: City Hall）は、ロンドン市長とロンドン議会から構成される大ロンドン庁 (GLA) の本部である。
　・初代庁舎　タワーブリッジに近い、テムズ川南岸のサザークに位置していた。設計者はノーマン・フォスターで、GLAの設立から2年後の2002年7月に開庁した。
　・２代目庁舎　ロンドン東部・ニューハム区に位置。2022年にサザーク庁舎より移転。元々は2012年に開業した、"The Crystal"という名称の展示センターであった。2016年に大ロンドン庁(GLA)がドックランズ再開発事業の一環として購入した。

## 概要

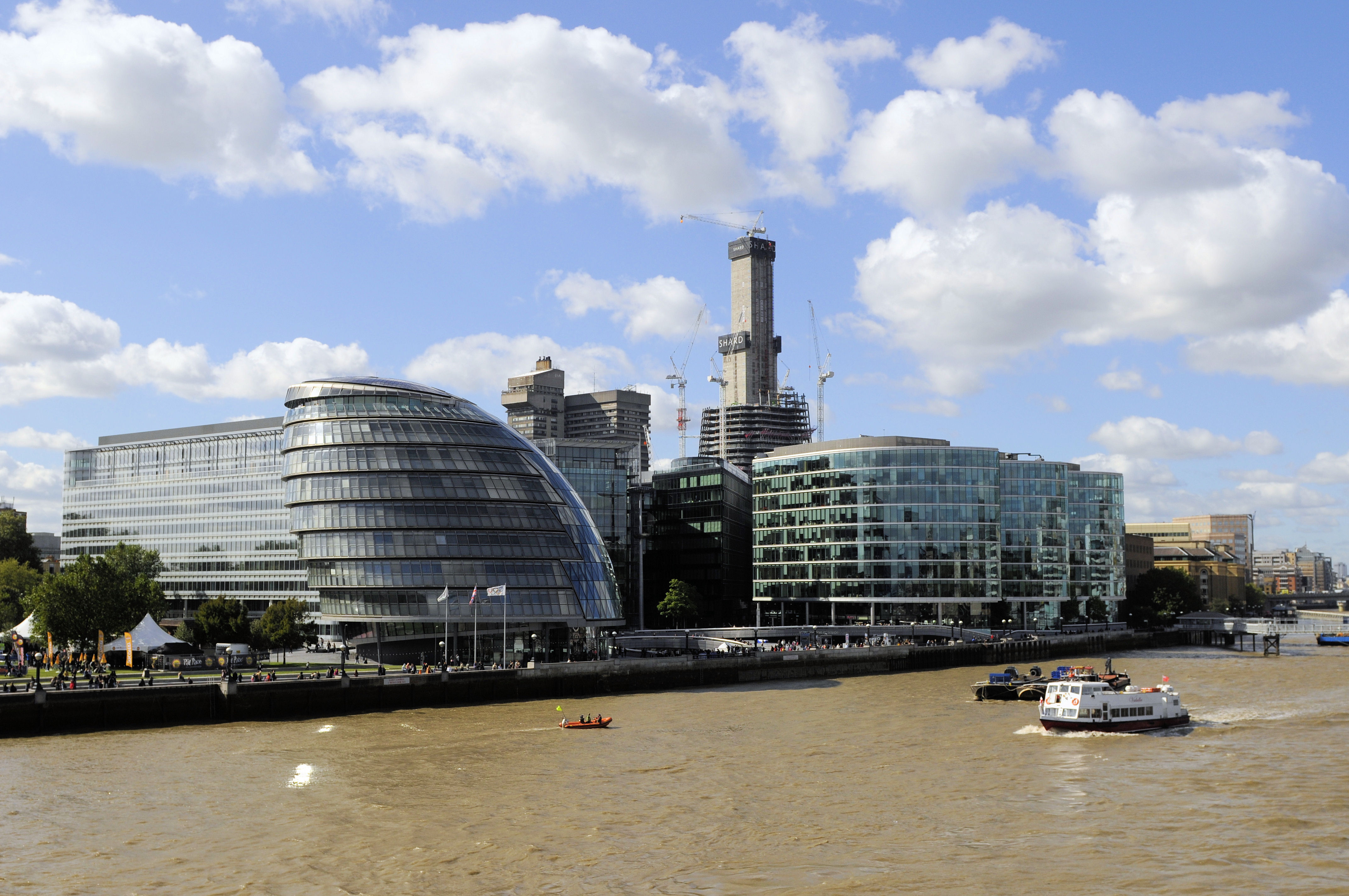
タワーブリッジ付近にある初代庁舎

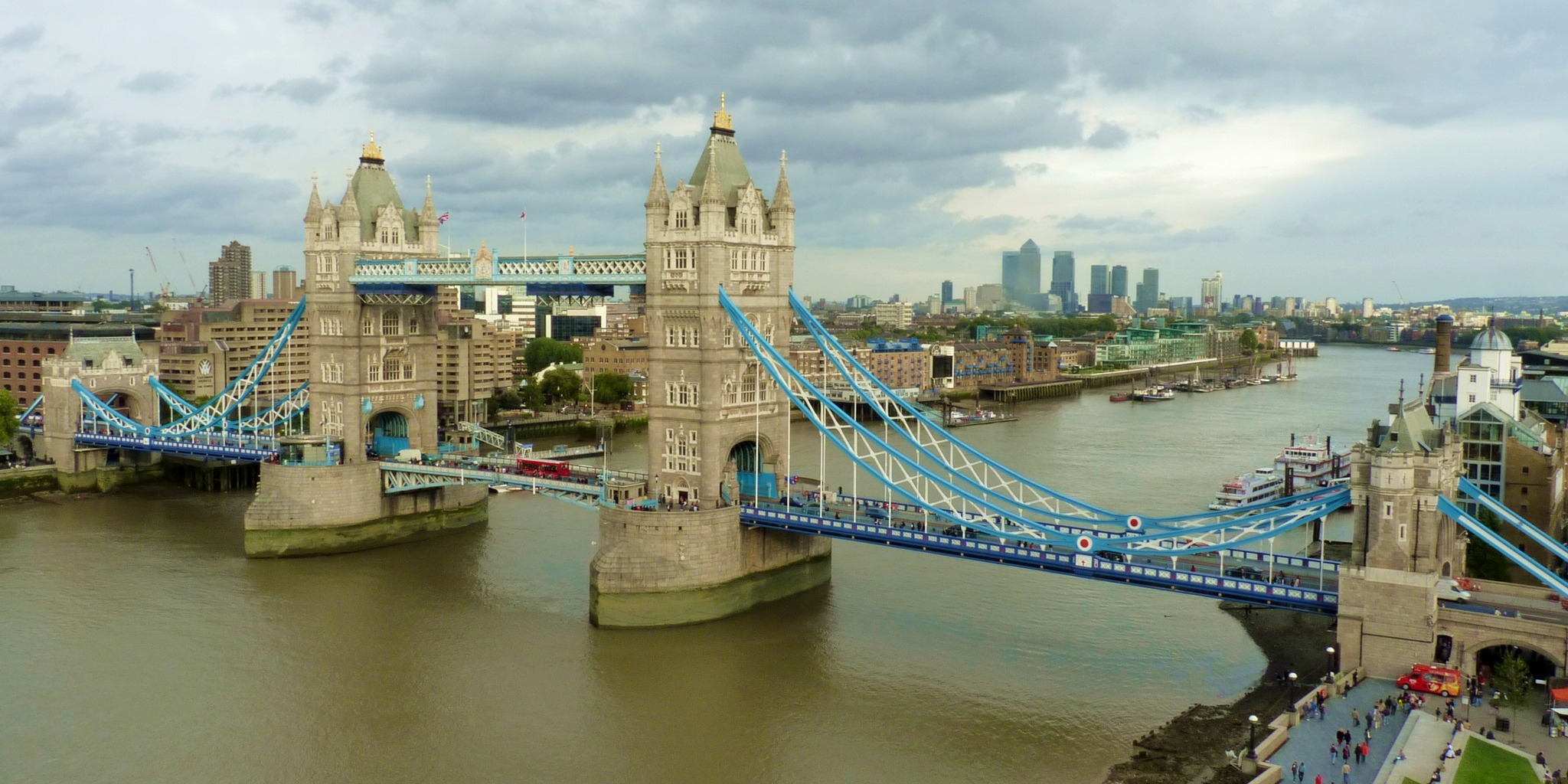
初代庁舎の最上階バルコニーから眺めるタワーブリッジとカナリーワーフ

大ロンドン庁(GLA)は当初、設立されてから2年間はウェストミンスターのマーシャム・ストリートに面するロムニーハウス (Romney House) に入居していた。ロンドン議会の会議は同じくマーシャム・ストリートにあるエマニュエル・センターで開かれていた。
初代庁舎は6500万ポンドの費用を投じて、以前はプール・オブ・ロンドンに接する波止場として知られた場所に建設された。庁舎の所有権は大ロンドン庁 (GLA) には帰属せず、25年間の賃貸借契約により借用されていた。その名称にも拘らず、City Hallはシティ（英国の自治体の地位の一つ）に所在するわけでも、具体的な公共サービスを提供するわけでもない。これは、しばしばグレーター・ロンドンとシティ・オブ・ロンドン（庁舎所在地はテムズ川北岸のギルドホール）の混同を招いている。しかし、2011年6月にボリス・ジョンソン市長が2012年のロンドンオリンピックの開催期間について発表した際、庁舎をロンドン・ハウス (London House) と呼んだことから、以後はこの名称が使用されるものと推測される。
大ロンドン庁 (GLA) の前身は、グレーター・ロンドン・カウンシルおよびロンドン・カウンティ・カウンシルであり、その本庁舎はサウス・バンク上流部ランベスのカウンティ・ホールに所在した。カウンティ・ホールの会議室は、2012年現在も完全な状態を保ったまま残されているが、高級ホテルやアミューズメント施設、水族館等の他用途における協約のために、大ロンドン庁 (GLA) が使用することは出来ない。
２代目庁舎の設計はWilkinsonEyre、建築はオーヴ・アラップ・アンド・パートナーズ社による。完成後は"The Crystal"という名称の展示センターとしてシーメンス社が運営した。2016年　シーメンス社は大ロンドン庁 (GLA) に売却した。35億ポンドのドックランズ再開発事業の一環であった。2019年　シーメンス社の退去後に、ドックランズ再開発チームが入居したが、ほとんどが空室の状態であった。
2020年7月　サディク・カーン市長が、5年にわたって5500万ポンドの費用を節約するために、大ロンドン庁 (GLA)本部をサザーク庁舎から"The Crystal"への移転を調整していると表明した。この決定は2020年11月3日に正式発表され、ニューハム区議会は2020年12月に建築物の使用目的変更を承認した。移転は2022年1月　第3週までに完了した。(当初予定されていた2021年12月の開所日より遅延した。)　建物名も2021年12月に"City Hall"と改名された。

## 設計
初代庁舎

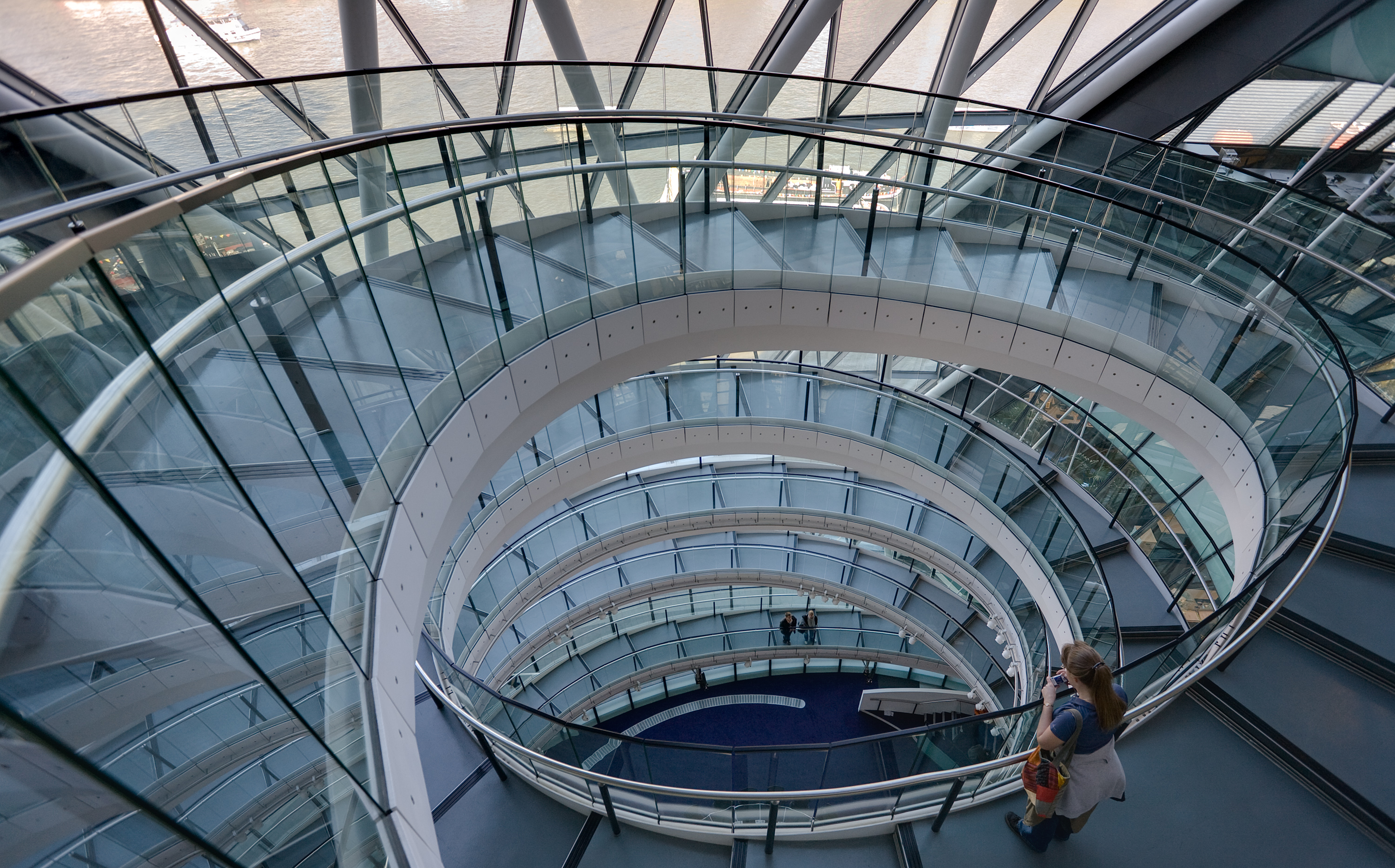
初代庁舎内の螺旋階段

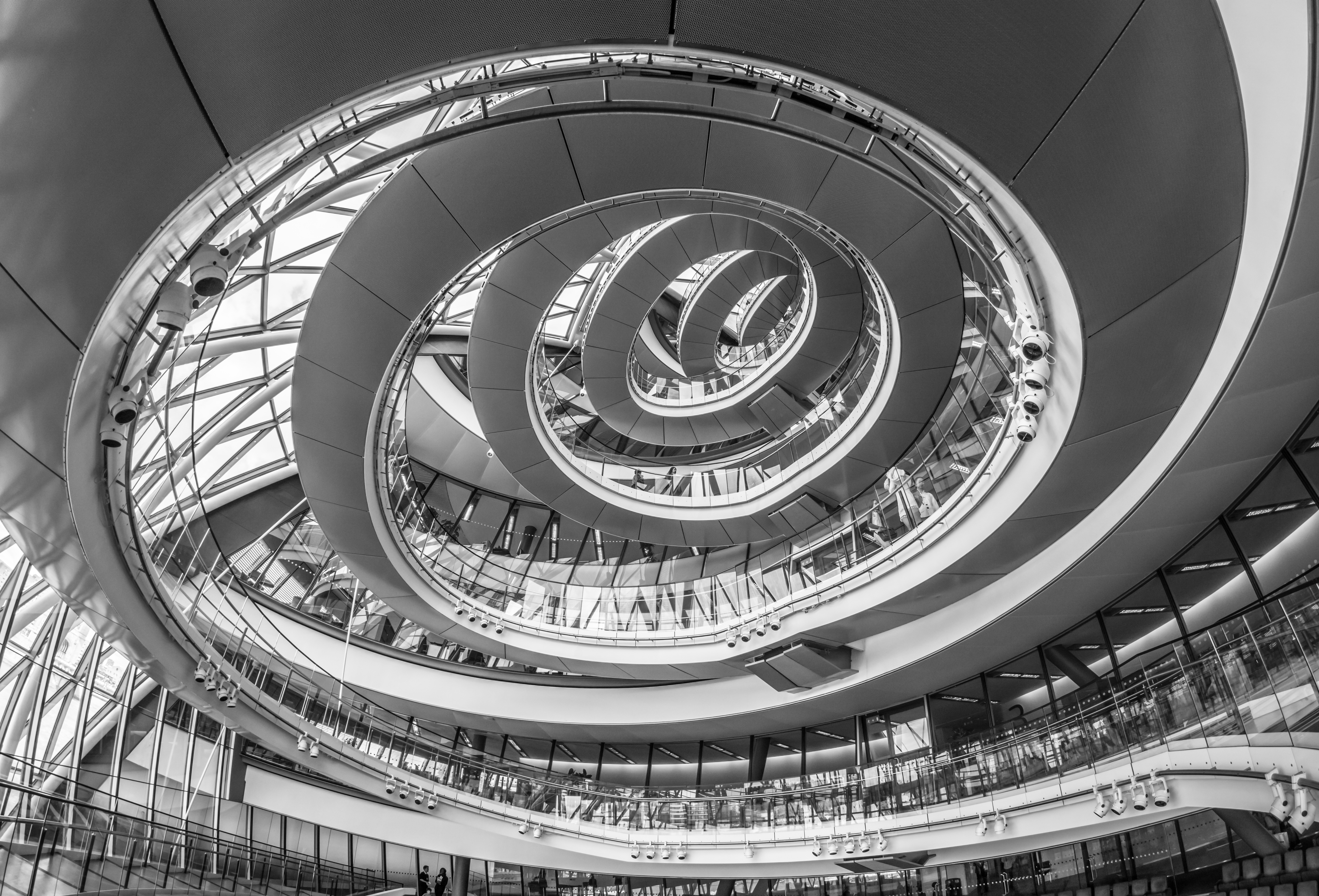
下から眺めた螺旋階段

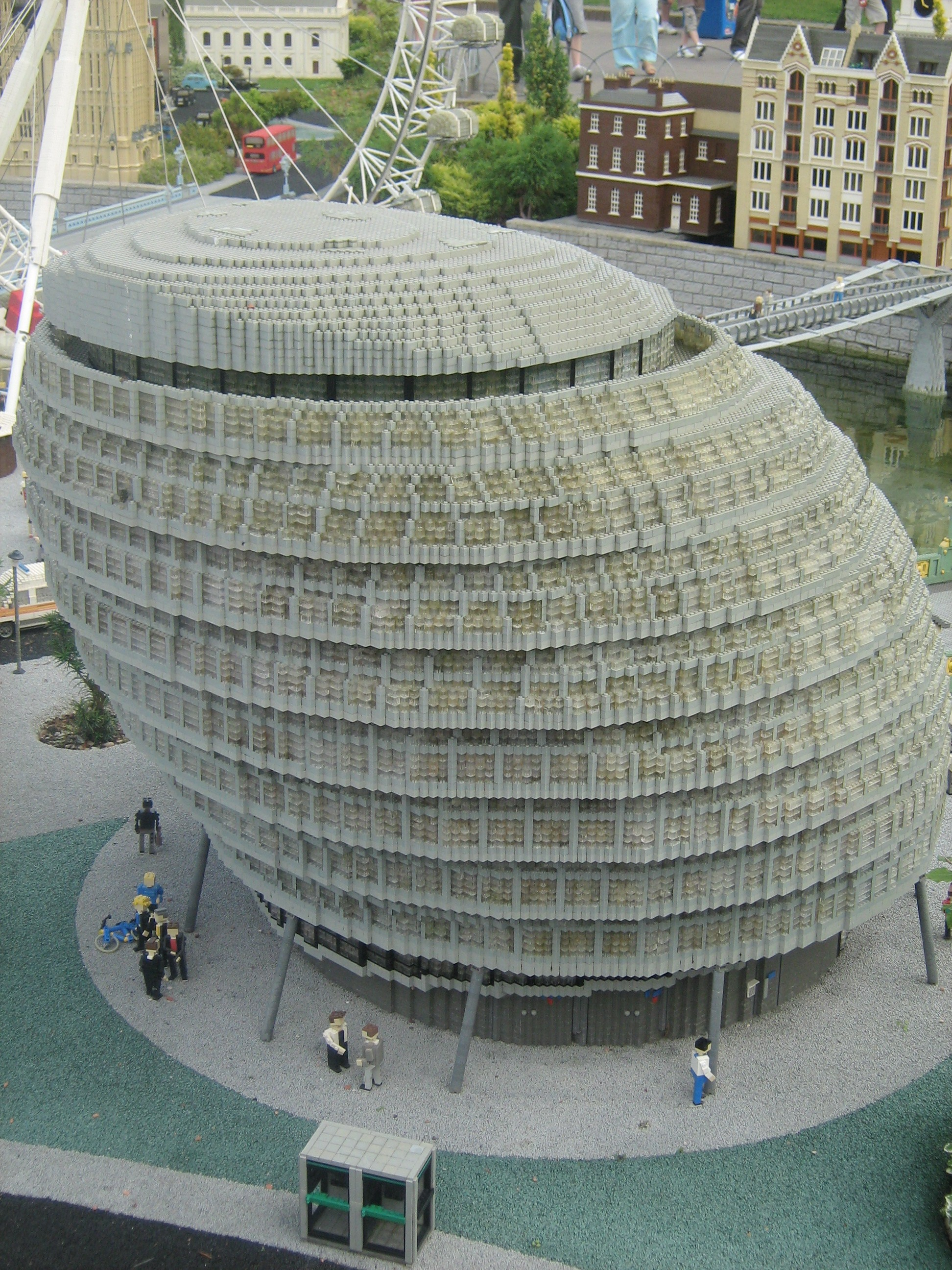
レゴランド・ウィンザーにある初代庁舎の模型

建物は、独特の、球根のような形状をしている。これは、表面積を減らしてエネルギー効率を上げる為だとも噂されるが、エネルギー利用の測定結果によれば、この建物はエネルギー利用の点で全くもって非効率的であることが示されている。ダース・ベイダーのヘルメット、不格好な卵、ダンゴムシやオートバイのヘルメットなど、これまで様々な"モノ"と対比されてきた。前市長のケン・リヴィングストンがそれを"glass testicle" (ガラスの金玉) に例えたのに対し、現市長のボリス・ジョンソンは"The Glass Gonad" (ガラスの生殖腺)、あるいは、より丁寧に"The Onion"と例えた。設計者らは、テムズ川に掛けられた巨大な球のように見えたと述べたが、実際の建物は従来型の建物と同じく、地面にしっかりと据わっている。
ニューヨークのソロモン・R・グッゲンハイム美術館のそれを思わせる、長さ500m の螺旋状の通路が建物の最上部まで昇っている。10階建ての建物の最上階は "London's Living Room"（ロンドンのリビングルーム）と呼ばれる展示・会議スペースとなっており、開放的な展望デッキを備えていることもあって、時折、一般開放されている。通路からは建物内部を眺める渡すことが出来、その透明性を象徴付けている。設計者のフォスターは、ドイツの国会議事堂の改修（1999年）の際にも、似たような設計を施している。2006年、建物に太陽光発電装置を取り付けることがロンドン気候変動局により発表された。
２代目庁舎

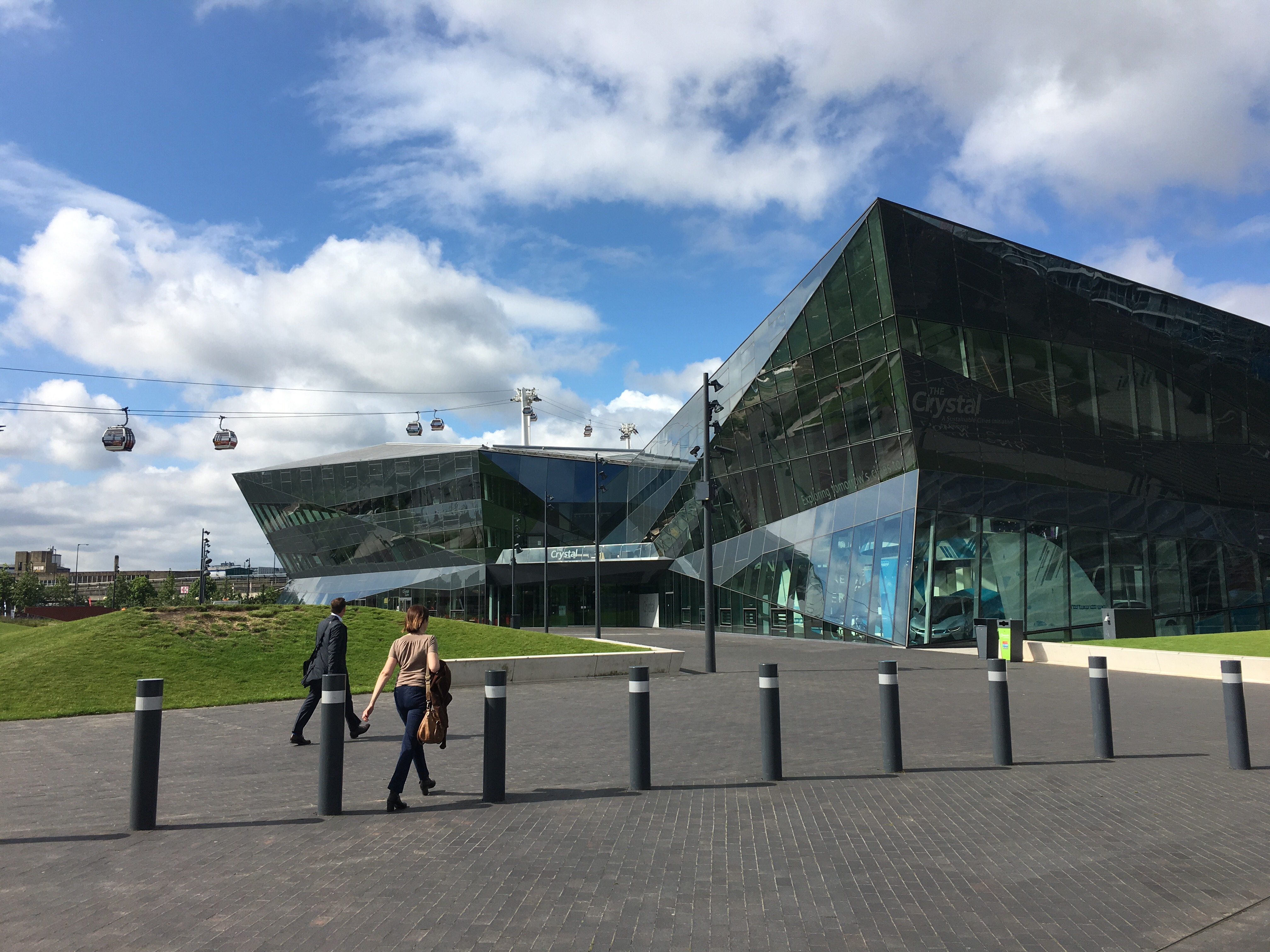
2代目庁舎近影

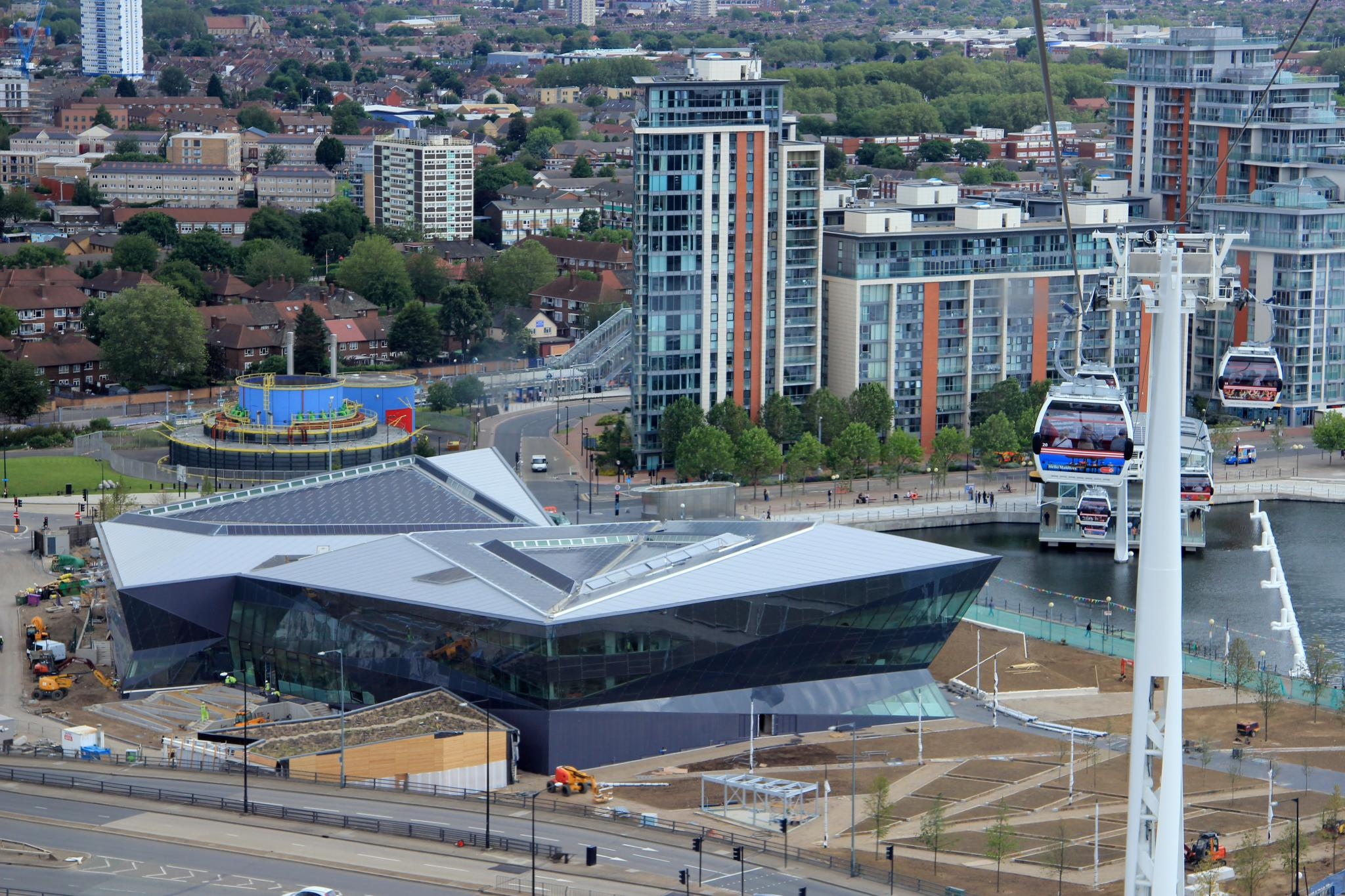
2代目庁舎空撮

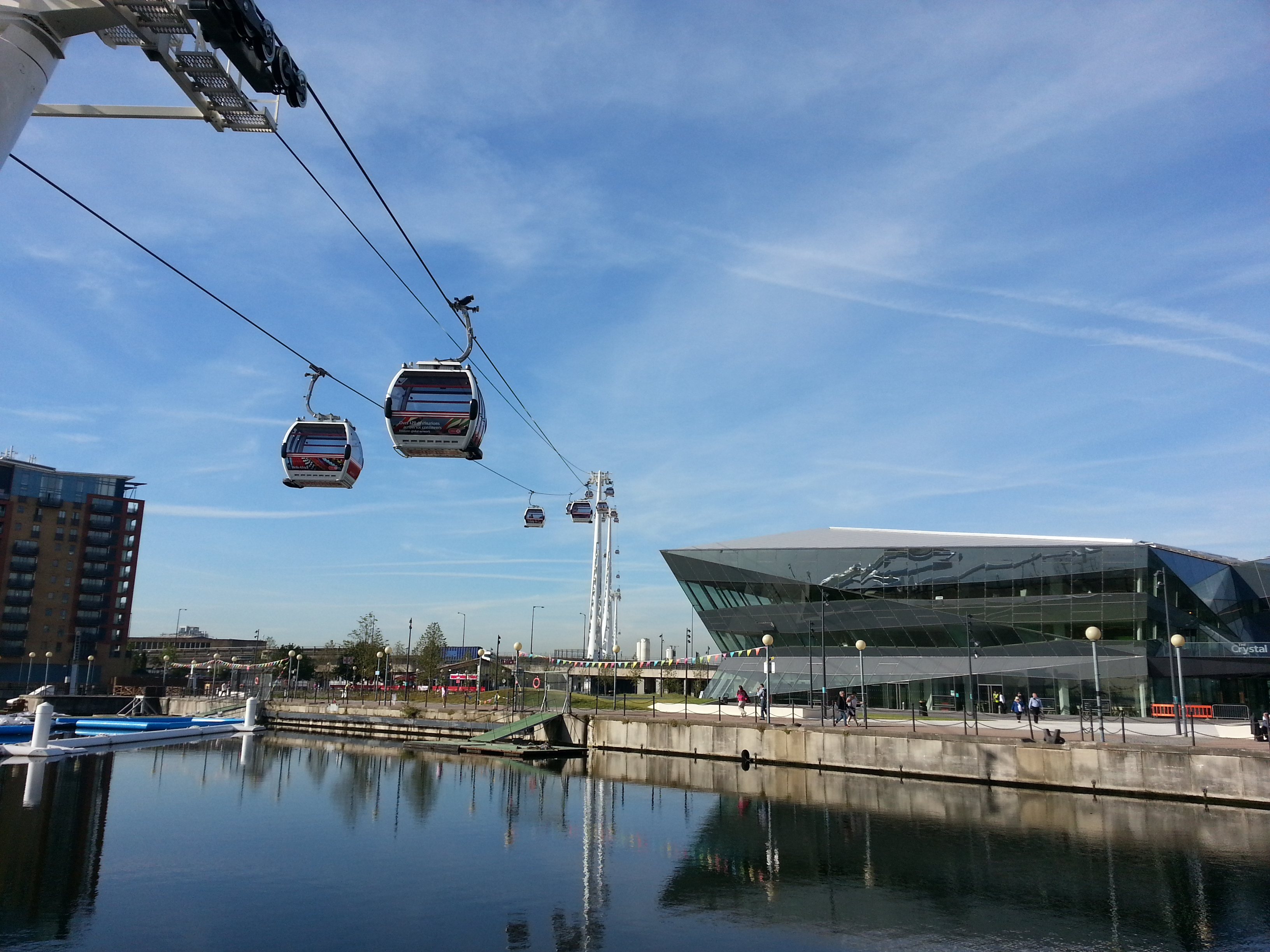
ロンドン・ケーブルカーからの外観

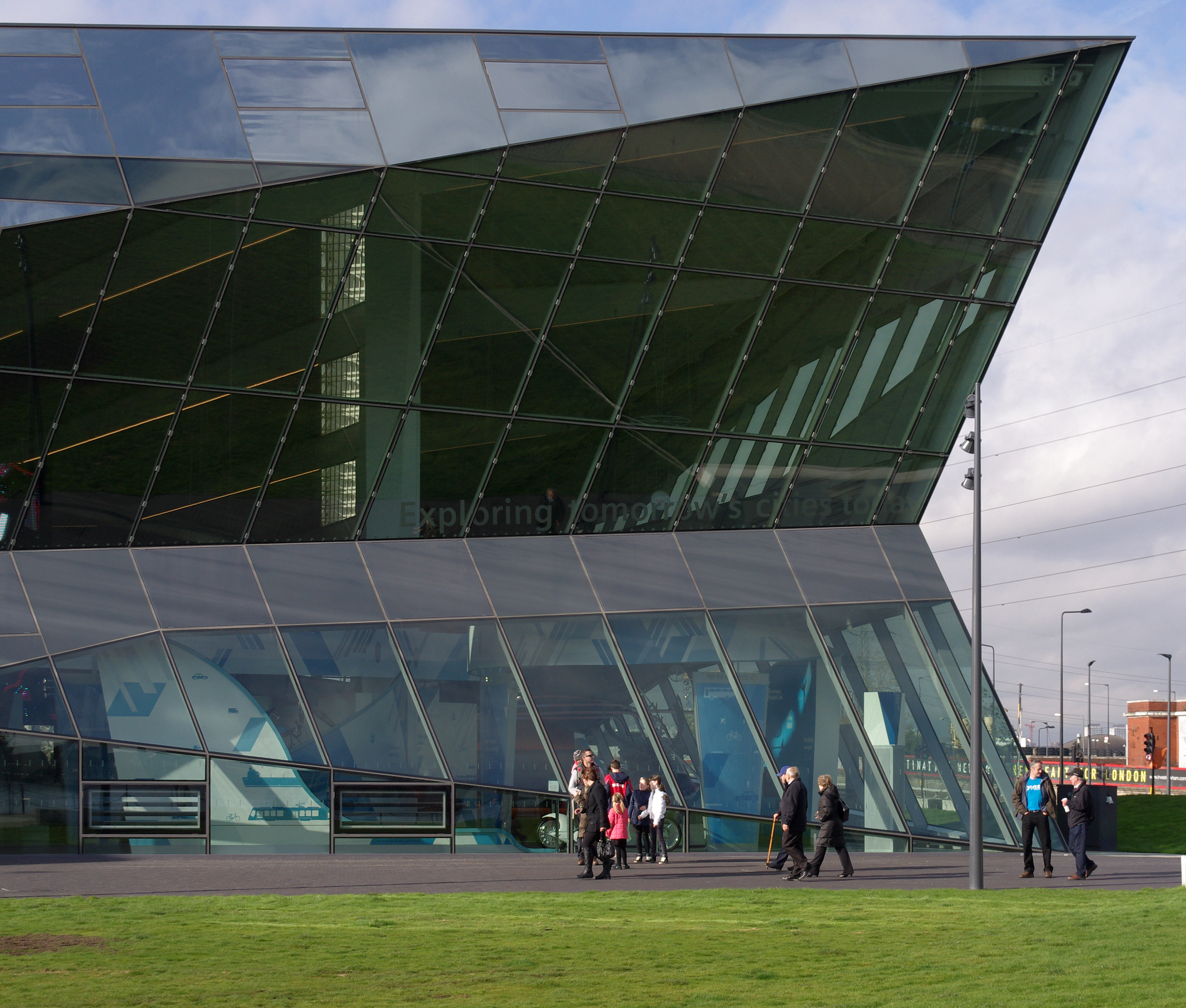
ガラスの外壁

敷地面積は18,000㎡。外観は持続可能な都市的景観となるように設計され、社会的イデオロギーの転換を促している。市民が庁舎内で「持続可能」に、地元食材や家庭菜園の展示会などの社会的活動に参加しやすくすることを目的とした。庁舎は多くの持続可能な技術が導入されている、いわゆるインテリジェントビルで、照明、窓、ブラインド、暖房などの建物制御デバイスはKNX規格を満たしている。庁舎には 2,500件を超える KNX 関連デバイスがある。

## 所在地
Canning Townの再開発されたロイヤル・ビクトリア・ドックに隣接している。ロンドン・ケーブルカーのロイヤル・ドックス駅、ドックランズ・ライト・レイルウェイ(DLR)のロイヤル・ヴィクトリア駅、カスタム・ハウス駅(DLR, エリザベス線)の各駅に徒歩圏内である。ロンドン・シティ空港からも至近距離である。